# 183
| [ Edytuj tabelę ] |                        |
| Cesarz Chin       | - 168 Han Lingdi 189   |
| Władca Korei      | - 179 Kogukch’ŏn 197   |
| Papież            | - 175 Eleuteriusz 189  |
| Król Partów       | - 147 Wologazes IV 191 |
| Cesarz Rzymu      | - 180 Kommodus 192     |

Rok 183 / CLXXXIII
stulecia: I wiek ~
II wiek ~
III wiek

lata: 173 «
178 «
179 «
180 «
181 «
182 «
183
» 184
» 185
» 186
» 187
» 188
» 193

## Wydarzenia
- Wybuchło powstanie w rzymskiej prowincji Mauretania

## Zmarli
- Lucilla, skazana na śmierć siostra Kommodusa